# La Benâte
La Benâte là một xã trong tỉnh Charente-Maritime Charente-Maritime trong vùng Nouvelle-Aquitaine, tây nam nước Pháp. Xã La Benâte nằm ở khu vực có độ cao trung bình 67 mét trên mực nước biển.